# سالن‌کوه
سالن (به انگلیسی: Kūh-e Sālen) نام کوهی به ارتفاع ۲۶۵۰ متر در شمال استان خوزستان و در حدود ۲۰ کیلومتری مرز استان لرستان و نیز از نظر تقسیمات کشوری در بخش شهیون دزفول واقع شده که در منطقه کوهستانی زاگرس بختیاری قرار دارد. جهت کوه به صورت شمال غربی - جنوب شرقی و امتداد آن ۳۸ کیلومتر است. سالن کوه در همسایگی کوه هفت تنان با ارتفاع ۲۰۰۰ متر، قرار دارد، دیواره‌های عظیم هفت‌تنان و سالن کوه مناسب‌ترین محل برای دیواره نوردی و سنگ نوردی حرفه‌ای است.
این کوه یکی از کوه‌های مرتفع و برفگیر استان خوزستان است که علاقه‌مندان زیادی برای ورزش کوهنوردی حرفه‌ای به این کوه مراجعه می‌کنند.

## مسیرهای صعود
۱ - مسیر روستای خرمیزان از ضلع شمالی
۲- مسیر روستای چلون از ضلع شمالی
۳- مسیر روستای المون از ضلع شمال غربی
۴- مسیر روستای تپی از ضلع جنوبی
۵ - مسیر جازسون پاره از ضلع جنوب شرقی
۶ - مسیر روستای لطف آباد و تودو از ضلع جنوب شرقی

## جاذبه‌های طبیعی
آبشار شوی که یکی از آبشارهای زیبا و دیدنی دنیاست در جنوب غربی سالن کوه قرار دارد. همچنین این کوه دارای هفت چشمه به نام هفت چشمون است که در دامنه قله‌های این کوه واقع اند و آب نسبتاً فراوانی دارند.

## جستارهای ویژه
- فهرست کوه‌های ایران

1. ↑  «گزارشی از اردوی دو روزه سالن کوه». بایگانی‌شده از اصلی در ۲۰ اکتبر ۲۰۱۳.
2. ↑  «کوه سالن».